# Napaea phryxe
Napaea phryxe är en fjärilsart som beskrevs av Felder 1865. Napaea phryxe ingår i släktet Napaea och familjen Riodinidae. Inga underarter finns listade i Catalogue of Life.